# Eržika
Eržika je ženské jméno maďarského původu. Jde o zdrobnělinu maďarského jména Erzsébet, které je obdobou jména Alžběta, které pochází z hebrejštiny a znamená Bůh je má přísaha. Někdy bývá chybně uváděno jako varianta podobného jména Erika. Svátek stejně jako toto jméno slaví 19. listopadu.
Jméno je známé zejména díky románové baladě Ivana Olbrachta Nikola Šuhaj loupežník, kde Eržika bylo jméno milé hlavního hrdiny, loupežníka Nikoly Šuhaje.
Jméno Eržika se s nejvyšší četností vyskytuje v Srbsku, dále též v Chorvatsku a na Slovensku.

## Domácké podoby
Mezi domácké podoby křestního jména Eržika patří Erža, Erži, Eržička, Eržuška, Eržina, Eržinka, Žika, Žička, Žikuška apod.

## Obliba jména
Jméno Eržika je v Česku poměrně vzácné a v současné době (rok 2016) se již mezi novorozenci nevyskytuje. K roku 2016 byl průměrný věk 56 let. Jméno nikdy nebylo příliš oblíbené, nejvíce se narodily čtyři nositelky za rok, a to v letech 1947 a 1966. Nejmladší nositelka se narodila roku 1987.

## Významné osobnosti
- Eržika Bakai – chorvatská házenkářka
- Eržika Kovačevićová – chorvatsko-srbská divadelní herečka
- Eržika Mičátková – srbsko-slovenská aktivistka za ženská práva, předsedkyně Ústředního svazu československých žen v Království Srbů, Chorvatů a Slovinců